# 廖瓊枝
廖瓊枝（1935年11月13日—），出生於基隆市，臺灣歌仔戲藝員，工旦行，人間國寶授證，曾用藝名廖憶如，2009年底宣布退出舞台，現為國立台灣戲曲學院歌仔戲學系兼任教授、財團法人廖瓊枝歌仔戲文教基金會榮譽董事長，曾任國立臺北藝術大學、國立台中教育大學等校兼任教授和國立政治大學、國立台灣海洋大學等校駐校藝術家。2012年獲國立臺北藝術大學名譽博士學位。
從母姓，1938年母親廖珠桂在從大溪漁港赴龜山島觀光搭船途中不幸翻船而罹難。

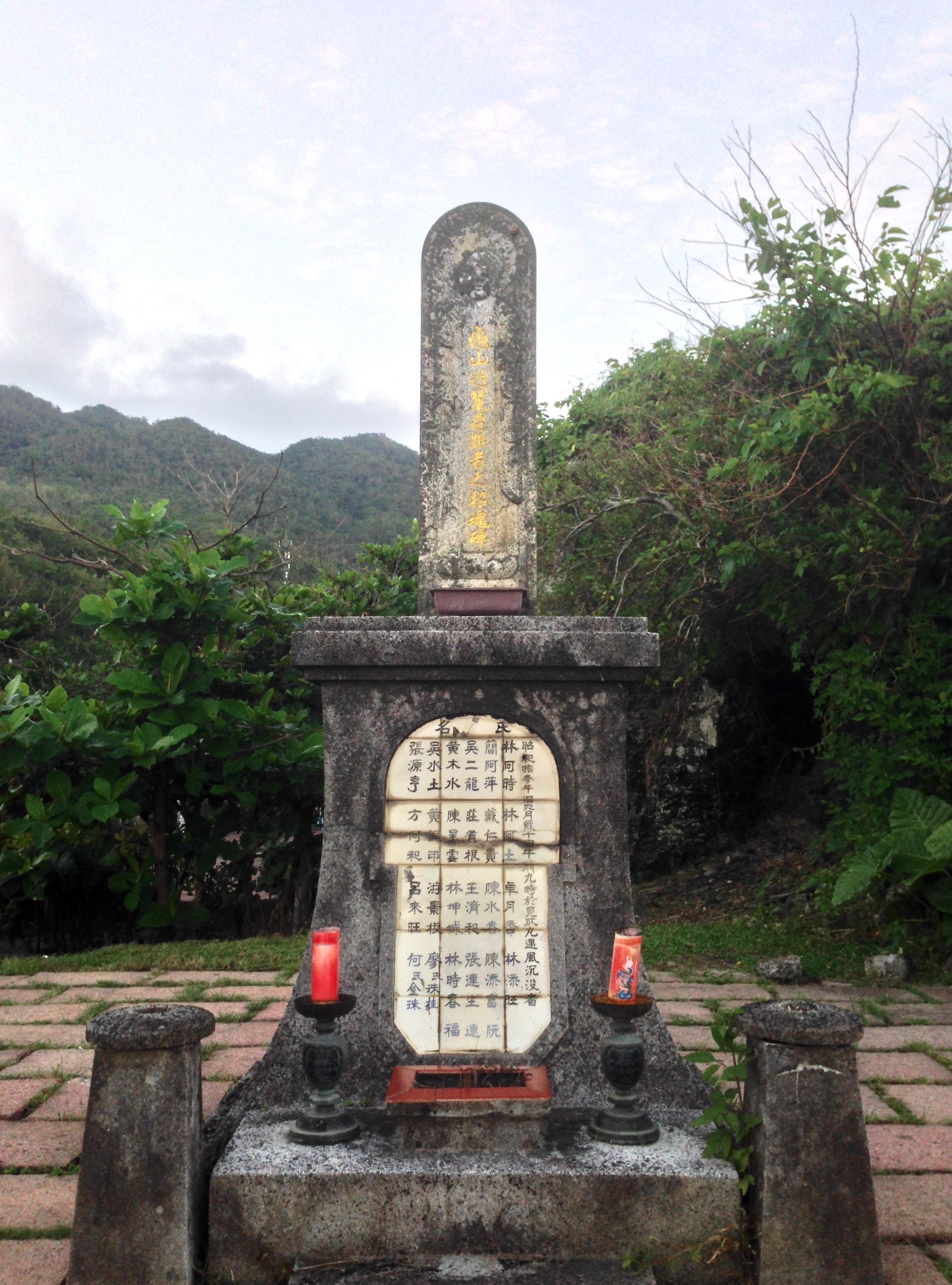
龜山島遊覽遭難者之招魂碑

她跟喬財寶、狗仔桑、阿龜仔先等師習歌仔戲表演藝術，後又從陳秀鳳師習歌仔戲旦行藝術，從陳冠華（陳水柳）師學歌唱藝術。

## 生平
- 1961年，在第10屆「地方戲劇比賽」中得到「最佳青衣獎」，這是她得到的第一座獎項。
- 1962年，領銜主演電視歌仔戲《白蛇傳》（《雷峰塔》，台視），係台灣史上第一部電視歌仔戲，使她成為台灣史上第一位主演電視歌仔戲的旦行演員（生行主演是何鳳珠）。
- 1971年，領銜主演第一部華視歌仔戲《精忠報國》，讓她成為史上第一位在華視主演歌仔戲的旦行演員（生行主演是洪明雪）。
- 1980年，應台灣師範大學音樂學系教授許常惠邀請，參加第2屆「民間樂人音樂會」，這是她做歌仔戲推廣工作的開始。
- 1988年，得到中華民國教育部第4屆「民族藝術薪傳獎」，並成立學生實習劇團「薪傳歌仔戲劇團」。
- 1990年，飾演王政君的中視歌仔戲《東漢演義》（1989年開拍）得第25屆行政院新聞局金鐘獎。
- 1993年，應邀在第7次總統府音樂會中表演歌仔戲，成為第一位在中華民國總統府表演歌仔戲的旦行演員（生行主演是陳美雲，琴師是陳冠華和許再添）。
- 1994年，應聘出任國立復興劇藝實驗學校歌仔戲科（國立台灣戲曲學院歌仔戲學系的前身）專任教師。
- 1998年，當選中華民國教育部第2屆「重要民族藝術藝師」，並成為第2屆「國家文藝獎」戲劇類得主。
- 1999年，出任國立臺灣戲曲專科學校歌仔戲科教授兼代理主任。
- 2000年，當選中華民國教育部「優秀教育人員」，並得到美國紐約第20屆「亞洲傑出藝人－終身藝術成就金獎」。

年滿65歲時從專任教職退休，轉為兼任直到現在。
- 2005年，得到臺北縣政府文化局「文化藝術人才貢獻獎」。
- 2008年，得到第27屆「行政院文化獎」。
- 2008年5月14日，獲頒「二等景星勳章」。
- 2009年3月3日，被行政院文化建設委員會指定為「重要傳統藝術歌仔戲保存者」。
- 2009年3月22日，成為台北市政府、台北縣政府合聘的「第1屆台北傳統藝術榮譽藝師」。
- 2012年，獲國立臺北藝術大學名譽博士學位。
- 2021年，獲第32屆傳藝金曲獎戲劇表演類特別獎。

## 荣誉

### 中华民国勋章奖章
- 二等景星勋章（2008年5月14日于台北总统府颁授[2]）
- 第32屆傳統藝術金曲獎 戲劇表演類特別獎。

## 外部連結
- 廖瓊枝歌仔戲文教基金會 （页面存档备份，存于）
- 臺灣音樂群像 廖瓊枝 （页面存档备份，存于）
- 第一苦旦廖瓊枝：在我最苦的時候，是歌仔戲讓我有一個家  （页面存档备份，存于）